# Pennellia parvifolia
Pennellia parvifolia là một loài thực vật có hoa trong họ Cải. Loài này được (Phil.) Al-Shehbaz & C.D. Bailey mô tả khoa học đầu tiên năm 2007.